# Ruta de Virginia Occidental 9
Ruta de Virginia Occidental 9 es una importante carretera estatal de sentido este–oeste ubicado en el extremo oriente de Eastern Panhandle de Virginia Occidental. El extremo oeste de la ruta se encuentra ubicado en la línea estatal con Maryland al norte de Paw Paw, donde la WV 9 se convierte en la Ruta de Maryland 51 al cruzar el Río Potomac. El extremo este se encuentra ubicado en la línea estatal con Virginia en Keyes Gap cerca de Mannings, donde la WV 9 continúa como la Ruta Estatal de Virginia 9.